# Appena un minuto
Appena un minuto è un film del 2019 diretto da Francesco Mandelli.

## Trama
Claudio è un agente immobiliare cinquantenne, separato e perennemente criticato dai figli. Quando decide di cambiare, finalmente, il suo vecchio cellulare, viene in possesso di un nuovo modello, con un'app particolare che gli permette, se usata, di tornare indietro nel tempo, ma solo di un minuto. All'inizio la cosa risulta vantaggiosa, per Claudio, soprattutto nel riconquistare la fiducia dei figli, anticipandone i bisogni e i desideri, dei suoi genitori Mirella e Mario e della ex moglie Rebecca.
Alla lunga, però, Claudio capisce che certe scelte del passato non possono comunque essere corrette e che l'unico modo per cambiarne le conseguenze è agire nel presente. Dopo aver ricucito definitivamente il rapporto con la ex famiglia (che rischiava di doversi trasferire all'estero, a causa dei numerosi debiti di Manfredi, nuovo amante di Rebecca) decide di regalare il cellulare al suo migliore amico, Ascanio, per aprire un ristorante di successo basato sulle sue capacità di "prevedere" le ordinazioni dei clienti.

## Produzione
Il film è prodotto da Lotus Production, con Rai Cinema, in associazione con 3 Marys Entertainment.

## Distribuzione
È uscito nelle sale italiane il 3 ottobre 2019, distribuito da 01 Distribution.